# Volodymyr Zahorodnyj
Volodymyr Anatolijovytsj Zahorodnyj (Oekraïens: Володимир Анатолійович Загородний) (Simferopol, 27 juni 1981) is een Oekraïens voormalig wielrenner die in zijn carrière onder andere reed voor Kolss Cycling Team. Hij was zowel op de baan als op de weg actief.

## Belangrijkste overwinningen
2002
Europees kampioen ploegenachtervolging, Beloften (met Volodymyr Djoedja, Roman Kononenko en Vitaliy Popkov)
2003
Europees kampioen ploegenachtervolging, Beloften (met Volodymyr Dyudya, Roman Kononenko en Vitaliy Popkov)
Wereldbekerwedstrijd ploegenachtervolging in Kaapstad, Beloften (met Alexander Simonenko, Volodymyr Dyudya en Vitaliy Popkov)
2005
Wereldbekerwedstrijd ploegenachtervolging in Moskou (met Volodymyr Dyudya, Roman Kononenko, Vitaliy Popkov)
2006
2e etappe Ronde van Cosenza
Eindklassement Ronde van Cosenza
 Oekraïens kampioen op de weg, Elite
2007
 Oekraïens kampioen op de weg, Elite
2008
1e etappe Ronde van Trentino
4e etappe Ronde van het Qinghaimeer
2012
5e etappe Ronde van Borneo

## Resultaten in voornaamste wedstrijden
| Jaar |  | WK op de weg |
| ---- |  | ------------ |
| 2006 |  | 109e         |

Belli ·
Bertolini · 
Bonfanti · 
Borghi ·
Cadamuro · 
Celestino ·
Cortinovis ·
Fertonani ·
Furlan ·
Ghisalberti ·
Gobbi ·
Grigoli ·  
Hontsjar ·
Hryvko · 
Iglinski · 
Ivanov ·
Jurčo ·
Lorenzetto ·  
Ludewig ·
Noeritdinov ·
Quaranta ·
Rigotto ·
Solari ·
Valoti ·
Vanotti ·
Visconti ·
Djoedja (stagiair) ·
Scognamiglio (stagiair) ·
Zagorodni (stagiair)
Boesjko (stagiair) · Bruson · Camussa · Cannone · Colo (stagiair) · D'Amore · Di Lorenzo · Di Silvestro · Genovesi · Lanzoni (stagiair) · Maisto · Reda · Ricciardi · Rossi · Signego · Tizza · Zagorodni
Ackermann · Beuret · Camussa · Cannone · Cattaneo · Corsini · Giuliani (stagiair) · Maisto · Nosotti · Piemontesi · Reda · Rizzi · Rossi · Schubert · Signego · Tizza · Trafelet · Zagorodni · Zamperdi (stagiair)
Ballan  ·
Bandiera ·
Bindi ·
Boets · 
Bono ·     
Bruseghin ·
Caucchioli ·
Cunego ·
Da Dalto · 
Furlan ·
Gasparotto ·
Gavazzi ·
Grendene · 
Loosli ·
Lorenzetto ·
Magazzini ·
Marzano ·
Manuele Mori ·
Massimiliano Mori ·
Ponzi ·
Righi ·
Santambrogio ·
Sapa ·
Špilak ·
Tiralongo ·
Tomei ·
Zagorodni ·
Malori (stagiair)